# Cheilosia amicorum
Cheilosia amicorum är en tvåvingeart som beskrevs av Goot 1964. Cheilosia amicorum ingår i släktet örtblomflugor, och familjen blomflugor.
Artens utbredningsområde är Italien. Inga underarter finns listade i Catalogue of Life.